# Sint Maarten (land)

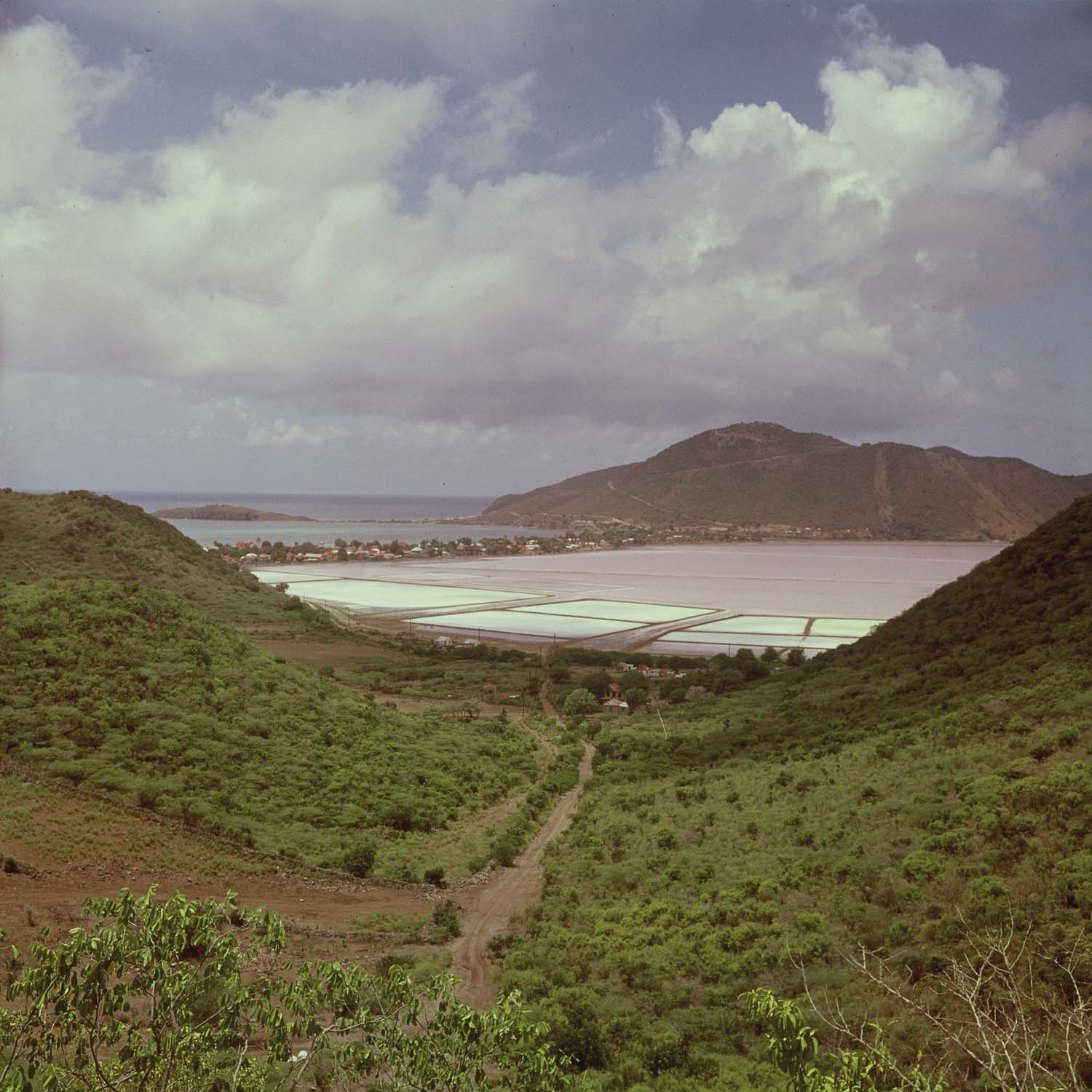
Great Salt Pond bij Philipsburg in 1964

Sint Maarten is een land binnen het Koninkrijk der Nederlanden. Het bestaat uit het zuidelijk deel van het Caribische eiland Sint Maarten. Het heeft een oppervlakte van ongeveer 34 km² en heeft naar schatting 43.847 (2020) inwoners. De hoofdstad is Philipsburg. Het land Sint Maarten maakt geen deel uit van de Europese Unie; de valuta is de Caribische Gulden.

## Schrijfwijze en gebruik naam
Sint Maarten werd ook in het Nederlands tot in de twintigste eeuw vaak aangeduid met de op het Frans geënte naam St. Martin, hoewel Sint Maarten ook wel voorkwam. De naam van het Nederlandse deel van het eiland is per 1 april 1937 veranderd in Sint Maarten. Deze schrijfwijze, die ook wordt aangehouden in het Statuut voor het Koninkrijk der Nederlanden en de Staatsregeling van Sint Maarten, druist in tegen de Nederlandse spelling, volgens welke het Sint-Maarten zou moeten zijn. De Nederlandse Taalunie adviseert daarom in afwijking van de officiële naam toch Sint-Maarten te schrijven.
Het bij Sint Maarten horende bijvoeglijk naamwoord is Sint Maartens. Een inwoner is een Sint Maartenaar, een inwoonster een Sint Maartense. De Nederlandse naam Sint Maarten wordt ook gebruikt door de Engelstalige inwoners, die zichzelf in het Engels Sint Maarteners noemen.

## Geschiedenis
Het eiland werd sinds 4000 voor Christus bewoond, sinds ca. 800 door de Arowakken. In de 14e eeuw kwamen de Carib op het eiland. Zij noemden het Soualiga (Zouteiland).
Het eiland werd in 1493 vanuit Europa door Columbus ontdekt die er op 11 november langsvoer. Het is genoemd naar de heilige Martinus van Tours (Sint-Maarten), wiens feestdag op 11 november is. De nationale dag van het eiland Sint Maarten wordt ook op 11 november gevierd. Vanwege de zoutwinning was Sint Maarten interessant voor veel landen, waaronder Nederland en Frankrijk. Zout werd gebruikt om vlees goed te houden gedurende de lange tochten over de oceaan. Tegenwoordig wordt er geen zout meer gewonnen op het eiland, toerisme is nu de belangrijkste bron van inkomsten.
De Spanjaarden lieten het eiland aanvankelijk met rust. Rond 1630 vestigden zich er Fransen en Nederlanders, vooral vanwege het aanwezige zout, maar zij werden aanvankelijk door de Spanjaarden verdreven. In 1644 gaven de Spanjaarden hun rechten op.
Op 23 maart 1648 tekenden het koninkrijk Frankrijk en de Republiek der Zeven Verenigde Nederlanden een overeenkomst (Verdrag van Concordia), waarbij het eiland gedeeld werd. Pas in 1817 werd deze overeenkomst definitief; het eiland was toen al ongeveer 16 keer van eigenaar verwisseld.
Tussen 1951 en 1983 was het eiland onderdeel van het eilandgebied Bovenwindse Eilanden.
Tussen 1983 en 2010 was het zuidelijke deel van het eiland Sint Maarten een eilandgebied van het land de Nederlandse Antillen.
Op 22 juni 2000 stemde een meerderheid van de bevolking in een referendum voor autonomie binnen het Koninkrijk der Nederland. Op 2 november 2006 werd tussen Nederland, Curaçao en Sint Maarten een akkoord gesloten, op grond waarvan deze twee gebieden een aparte status binnen het Koninkrijk kregen, vergelijkbaar met die van Aruba sinds 1986, in het kader van verregaande staatkundige hervormingen binnen het Koninkrijk der Nederlanden.
De Nederlandse Antillen zouden als land binnen het Koninkrijk op 15 december 2008 worden ontbonden. Die datum is echter niet gehaald. Minister Sarah Wescot-Williams wilde begin 2010 als nieuwe deadline, maar Nederland stemde daar niet mee in. Uiteindelijk werden de Nederlandse Antillen op 10 oktober 2010 opgeheven.
Op ‘10-10-10’ verkreeg Sint Maarten derhalve autonomie binnen het Koninkrijk der Nederlanden, evenals Curaçao. De overige eilanden van de voormalige Nederlandse Antillen, Bonaire, Sint Eustatius en Saba (de zogenoemde BES-eilanden) vormen sinds die datum Caribisch Nederland en zijn als 'bijzondere gemeente' direct onderdeel van het land Nederland.
Het noordelijke deel van het eiland, de Collectivité de Saint-Martin, is een overzees gebied van Frankrijk.

## Geografie

### Demografie
Bij de laatste volkstelling in 2011 had het land Sint Maarten 33.609 inwoners. Het daadwerkelijke aantal inwoners was waarschijnlijk echter een stuk hoger, door het grote aantal illegalen, naar schatting meer dan 30.000. Ook groeit de bevolking door immigratie.
Van de 33.609 getelde inwoners had 51 procent de Nederlandse nationaliteit en hiervan was niet meer dan 30 procent op het eiland zelf geboren. De grootste groepen buitenlanders vormen staatsburgers van de Dominicaanse Republiek en Haïti (elk minstens 10 procent van de bevolking). Kleinere groepen buitenlanders komen uit Engelstalige landen, zoals Jamaica, Guyana, het Verenigd Koninkrijk (vooral van de Britse Maagdeneilanden) en de Verenigde Staten.
| Inwoners van Sint Maarten (Census 2011) | Inwoners van Sint Maarten (Census 2011) |
| Geboorteland                            | Aantal                                  |
| --------------------------------------- | --------------------------------------- |
| Sint Maarten                            | 10.054                                  |
| Dominicaanse Republiek                  | 3.416                                   |
| Haïti                                   | 2.613                                   |
| Jamaica                                 | 2.217                                   |
| Saint-Martin                            | 1.977                                   |
| Guyana                                  | 1.693                                   |
| Dominica                                | 1.486                                   |
| Curaçao                                 | 1.382                                   |
| Aruba                                   | 1.154                                   |
| Saint Kitts en Nevis                    | 946                                     |
| India                                   | 874                                     |
| Nederland                               | 748                                     |
| Verenigde Staten                        | 539                                     |
| Suriname                                | 469                                     |
| Saint Lucia                             | 435                                     |
| Anguilla                                | 373                                     |
| Colombia                                | 238                                     |
| Trinidad en Tobago                      | 225                                     |
| China                                   | 159                                     |
| Sint Eustatius                          | 145                                     |
| Saint Vincent en de Grenadines          | 142                                     |
| Filipijnen                              | 127                                     |
| Grenada                                 | 114                                     |
| Frankrijk                               | 111                                     |
| Saba                                    | 109                                     |
| Antigua en Barbuda                      | 107                                     |
| Venezuela                               | 98                                      |
| Guadeloupe                              | 71                                      |
| Bonaire                                 | 27                                      |
| Onbekend                                | 587                                     |
| Europa                                  | 222                                     |
| Caraïben                                | 214                                     |
| Azië                                    | 138                                     |
| Afrika                                  | 111                                     |
| Midden-Oosten                           | 92                                      |
| Zuid-Amerika                            | 88                                      |
| Noord-Amerika                           | 60                                      |
| Centraal-Amerika                        | 29                                      |
| Oceanië                                 | 14                                      |
| Stateloos                               | 8                                       |
| Totaal                                  | 33.609                                  |

### Taal
De officiële talen van Sint Maarten zijn het Engels en Nederlands, zoals staat vastgelegd in de grondwet; de Staatsregeling van Sint Maarten. In de Staten van Sint Maarten wordt uitsluitend in het Engels gecommuniceerd, enkel de wetteksten worden ook in het Nederlands opgesteld.
Van de bevolking spreekt 70% Engels, 12% Spaans, 9% Haïtiaans-Creools, 4% Nederlands, 2% Hindi en 1% Papiaments als eerste taal.
Er zijn zowel Nederlandstalige als Engelstalige basis- en middelbare scholen. De meeste Sint Maartenaren beheersen het Nederlands in meer of mindere mate.

### Religie
In godsdienstig opzicht is Sint Maarten veelzijdig. Historisch was vooral het methodisme dominant, in tegenstelling tot het Franse deel Saint Martin en de ABC-eilanden, waar de overgrote meerderheid van de bevolking katholiek is. Van de totale bevolking is 82 procent christelijk, waarvan 49 procent tot een protestantse stroming behoort en 33 procent rooms-katholiek is.
Verder is 8% niet religieus en 5% hindoe, dit zijn voornamelijk immigranten uit Guyana, India, Suriname en Trinidad en Tobago.
| Bevolking naar religie in 2011 | Aantal | %      |
| ------------------------------ | ------ | ------ |
| Totaal christendom             | 27.621 | 82,18% |
| Totaal protestants             | 16.478 | 49,05% |
| rooms-katholieken              | 11.134 | 33,13% |
| pinksterbeweging               | 4.954  | 14,74% |
| methodisten                    | 3.346  | 9,96%  |
| geen religie                   | 2.654  | 7,90%  |
| zevendedagsadventisten         | 2.224  | 6,62%  |
| hindoes                        | 1.748  | 5,20%  |
| baptisten                      | 1.585  | 4,72%  |
| overige christenen             | 1.387  | 4,13%  |
| anglicanen                     | 1.027  | 3,06%  |
| overige protestanten           | 927    | 2,76%  |
| onbekend                       | 796    | 2,37%  |
| jehova's getuigen              | 572    | 1,70%  |
| evangelischen                  | 456    | 1,36%  |
| andere religie                 | 270    | 0,80%  |
| moslims                        | 200    | 0,60%  |
| joden                          | 177    | 0,53%  |
| boeddhisten en sikhs           | 88     | 0,26%  |
| rastafari's                    | 64     | 0,19%  |
| Totaal                         | 33.609 | 33.609 |

### Districten
Met een bevolkingsdichtheid van meer dan 1,000 inwoners per km² is Sint Maarten het dichtstbevolkte land van het Koninkrijk der Nederlanden. De oorspronkelijke kernen in het gebied zijn hierdoor op veel plaatsen aan elkaar vastgegroeid. Bij volkstellingen werden de volgende kerngebieden onderscheden:
| District | Inwoners (2017) |
| --- | --------------- |
| Philipsburg (hoofdstad) | 1.894           |
| Lower Prince's Quarter | 10.833          |
| Cul de Sac Wijken: Betty's Estate, Ebenezer, Mary's Fancy, Retreat Estate, Saunders, Sentry Hill, South Reward, St. John's, St. Peters | 8.588           |
| Cole Bay Wijken: Billy Folly, Cay Bay, Cockpit, Diamond, Orange Grove, Windsor                                                         | 7.194           |
| Upper Prince's Quarter Wijken: Defiance, Guana Bay, Hope Estate, Oyster Pond, Pointe Blanche, Sucker Garden, Vineyard                  | 4.595           |
| Little Bay Wijken: Belair, Cay Hill, Fort Hill                                                                                         | 5.581           |
| Simpson Bay | 1.142           |
| Lowlands | 708             |
| Totaal | 40.535          |

### Eilanden en heuvels

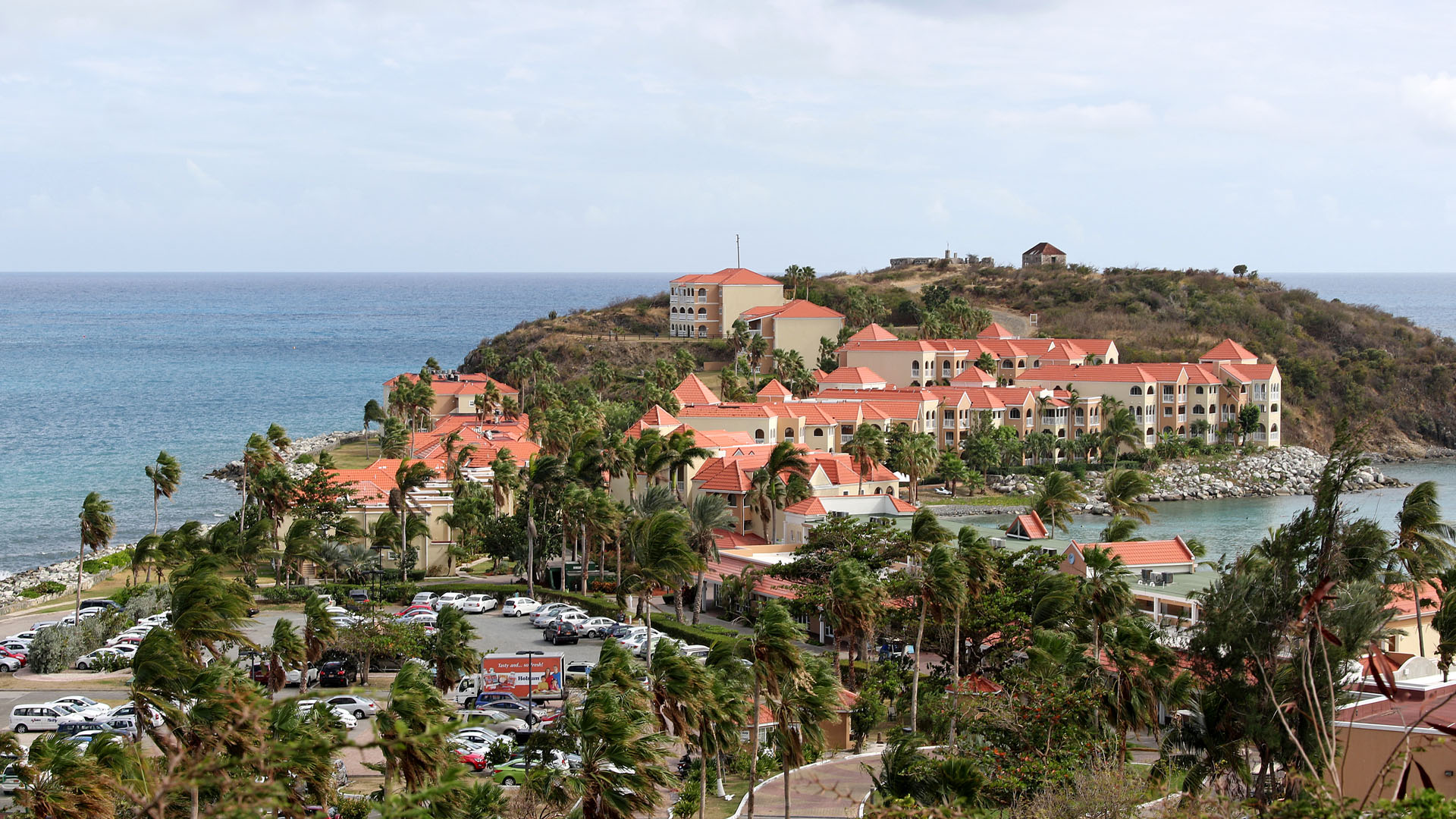
Het schiereiland Fort Amsterdam

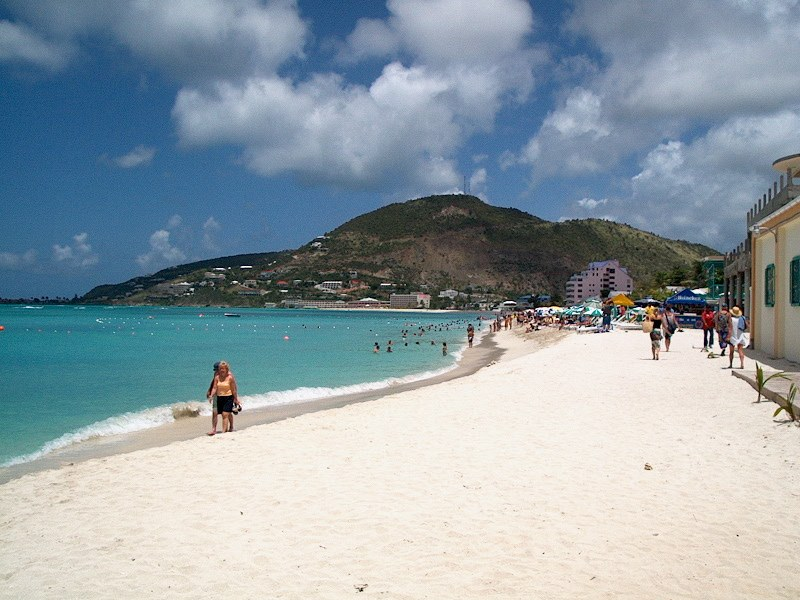
Great Bay Beach

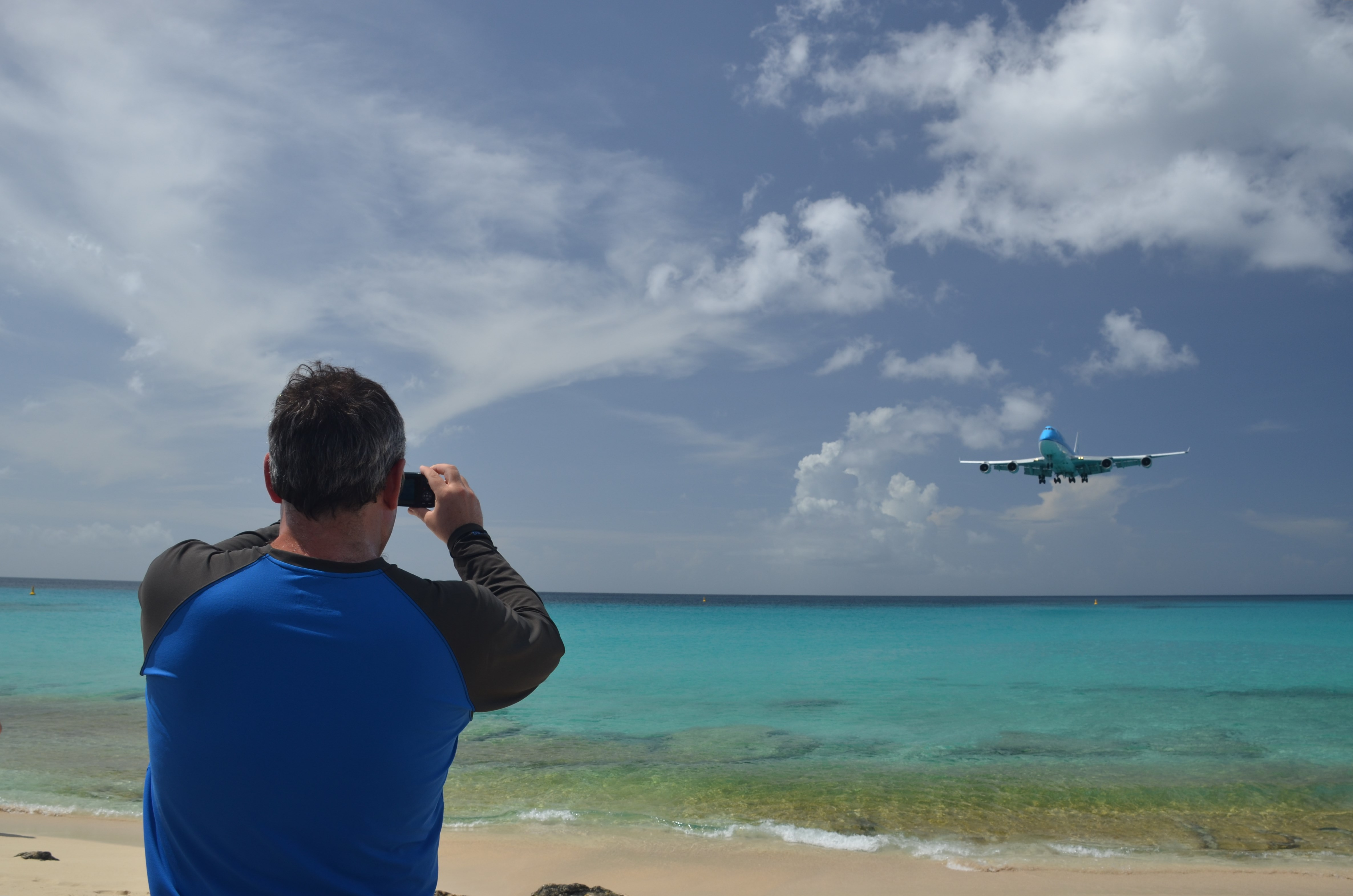
Maho Beach

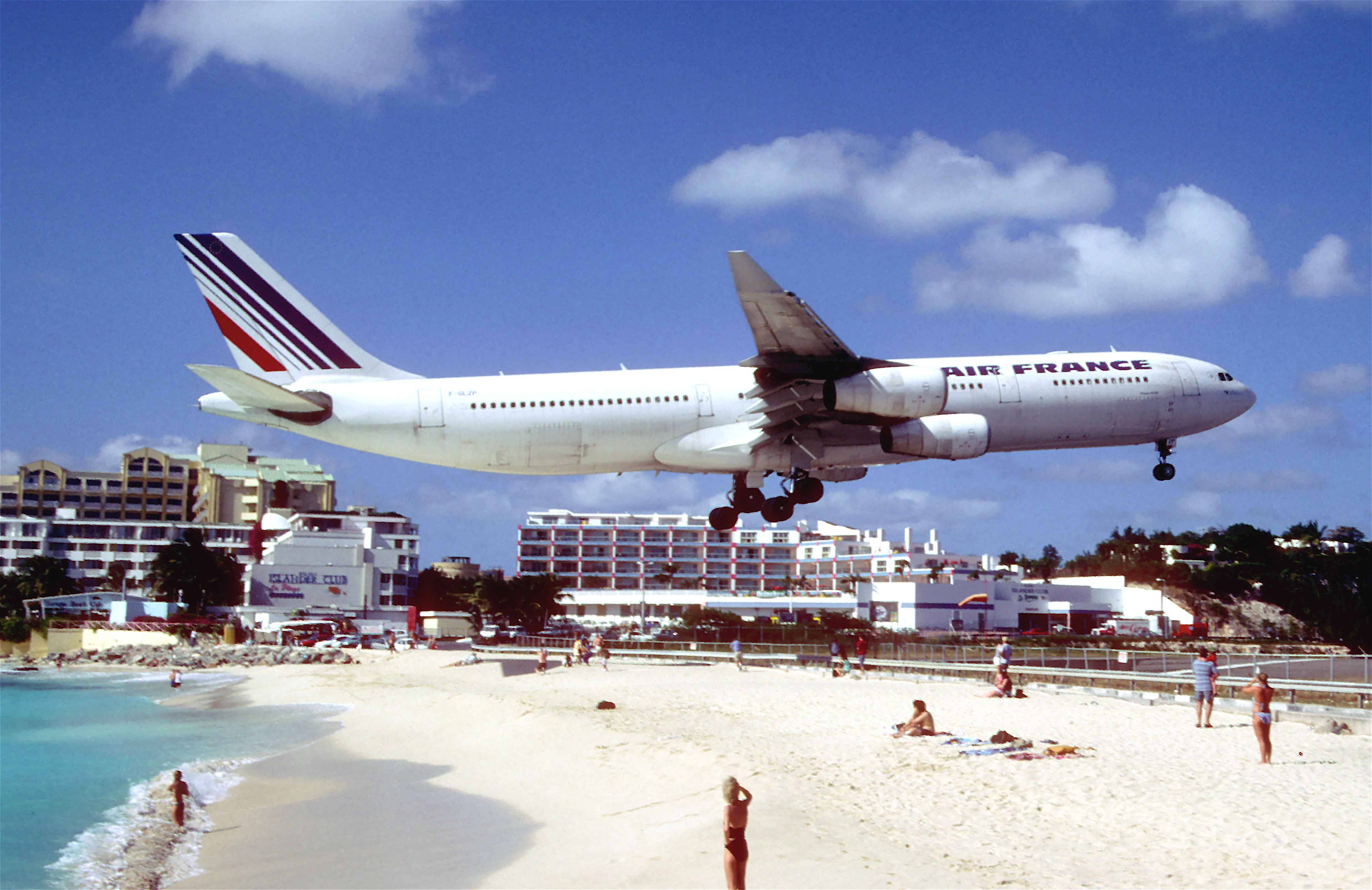
Airbus van Air France landt op het Prinses-Julianavliegveld

Tot het eilandgebied behoren ook de voor de kust liggende onbewoonde eilandjes Hen & Chickens, Cow & Calf, Molly Beday en Pelikan Key (ook Guana Key genoemd).
Sint Maarten heeft veel groene heuvels. De hoogste berg is Pic Paradis met 424 meter die in het Franse gedeelte ligt. De hoogste berg in het Nederlandse gedeelte is Mount Flagstaff met 370 meter. In Cul de Sac bevindt zich een avonturenpark met een tokkelbaan over het tropische bos. De tokkelbaan overbrugt een hoogteverschil van 320 meter, en haalt een snelheid tot 90 km/u. De Naked Boy Hill is een heuvel van 296 meter in de buurt van Philipsburg. Er is een wandelpad van 1,6 km aangelegd waarmee de top kan worden bereikt. Een belangrijke historische plek is het schiereiland Fort Amsterdam.

### Stranden
Sint Maarten kent een groot aantal stranden, en heeft kuststrook van 70 kilometer. Aan de Nederlandse kant zijn alle stranden vrij toegankelijk. De bekendste stranden zijn:
- Cupecoy Beach is een witzandstrand met grotten en rotsen. Het is gedeeltelijk een naaktstrand, en is lgbt-vriendelijk.
- Great Bay Beach is een groot en druk strand ten zuiden van Philipsburg.
- Guana Bay Beach is een rustig strand aan de oostkant.
- Kim Sha Beach is een van de populairste stranden met veel watersportmogelijkheden.
- Maho Beach is het bekendste strand waar de vliegtuigen overheen vliegen.
- Mullet Bay Beach bevindt zich ten noorden van het vliegveld. Het heeft spierwitzand met hoge kliffen. Het strand is populair bij surfers vanwege de hoge golven.

### Evenementen
In Sint Maarten worden jaarlijks de volgende evenementen en festivals georganiseerd: Sint Maarten Heineken Regatta, een zeilwedstrijd met jachten. Gedurende de regatta worden feesten en concerten georganiseerd. Het Sint Maarten Carnaval vindt in april plaats en duurt drie weken. Tijdens het carnaval wordt er een dorp opgericht voor de activiteiten. Op 27 april wordt Koningsdag gevierd. 1 juli is Emancipatiedag en gedenkt de afschaffing van de slavernij. 11 november is Sint-Maartensdag omdat Christopher Columbus op die dag het eiland had ontdekt.

### Economie
De economie is volledig gericht op het massatoerisme. In 2019 werden 319.616 verblijfstoeristen geregistreerd; een beduidende stijging na de terugval na orkaan Irma in 2017. Met 193.478 bezoekers is Noord-Amerika de belangrijkste markt voor de Sint Maartense toeristenindustrie. Behalve verblijfsrecreatie is het eiland ook een halteplaats voor veel cruiseschepen. Hierdoor kan de drukte op het eiland sterk verschillen naarmate er meer of minder schepen liggen aangemeerd.
De internationale luchthaven Prinses Juliana tussen Simpson Bay en Lowlands is de toegangspoort tot het eiland.

### Educatie
Sint Maarten kent de volgende scholen:
- Stichting Voortgezet Onderwijs van de Bovenwindse Eilanden
  - Milton Peters College
  - Sundial School
- American University of the Caribbean
- Universiteit van Sint Maarten

## Bestuur
Het bestuur van het land bestaat uit een gouverneur, een kabinet en de Staten.

### Gouverneur
De gouverneur van Sint Maarten is de vertegenwoordiger van het staatshoofd in het land. De huidige gouverneur is Ajamu Baly, de waarnemend gouverneur is Reynold Groeneveldt.

### Staten
De Staten van Sint Maarten vormen het parlement.
| Partij                                                                                | 1991                      | 1995                      | 1999                      | 2003                      | 2007                      | 2010                      | 2014              | 2016              | 2018              | 2020              |
|                                                                                       | Eilandgebied Sint Maarten | Eilandgebied Sint Maarten | Eilandgebied Sint Maarten | Eilandgebied Sint Maarten | Eilandgebied Sint Maarten | Eilandgebied Sint Maarten | Land Sint Maarten | Land Sint Maarten | Land Sint Maarten | Land Sint Maarten |
| ------------------------------------------------------------------------------------- | ------------------------- | ------------------------- | ------------------------- | ------------------------- | ------------------------- | ------------------------- | ----------------- | ----------------- | ----------------- | ----------------- |
| Democratische Partij (DP)                                                             | 3                         | 5                         | 7                         | 6                         | 6                         | 2                         | 2                 | 2                 | -                 | -                 |
| National Alliance (NA) voorheen Sint Maarten Patriotic Alliance (SPA)                 | 4                         | 5                         | 3                         | 4                         | 5                         | 7                         | 4                 | 5                 | 5                 | 6                 |
| United People (UP)                                                                    | -                         | -                         | -                         | -                         | -                         | 6                         | 7                 | 5                 | -                 | 4                 |
| United Democrats (UD) fusie van United People (UP) en Democratische Partij (DP)       | -                         | -                         | -                         | -                         | -                         | -                         | -                 | -                 | 7                 | 1                 |
| Windward Islands People's Movement                                                    |                           |                           |                           |                           |                           |                           |                   |                   |                   |                   |
| United St. Maarten Party (USP)                                                        | -                         | -                         | -                         | -                         | -                         | -                         | 2                 | 3                 | 2                 | 2                 |
| Sint Maarten Christian Party (SCMP)                                                   | -                         | -                         | -                         | -                         | -                         | -                         | -                 | 0                 | 1                 | 0                 |
| People's Progressive Alliance (PPA)                                                   | -                         | -                         | -                         | 1                         | -                         | -                         | -                 | 0                 | 0                 | 0                 |
| Serious Alternative People's Party (SAPP) voorheen Progressive Democratic Party (PDP) | 2                         | 1                         | 0                         | 0                         | -                         | -                         | -                 | -                 | -                 | -                 |
| National People's Party (NPP)                                                         | -                         | -                         | 1                         | 0                         | -                         | -                         | -                 | -                 | -                 | -                 |
| Party for Progress (PFP)                                                              | -                         | -                         | -                         | -                         | -                         | -                         | -                 | -                 | -                 | 2                 |
| Totaal                                                                                | 9                         | 11                        | 11                        | 11                        | 11                        | 15                        | 15                | 15                | 15                | 15                |

### Eilandraadsverkiezingen
| Eilandraadsverkiezingen | Eilandraadsverkiezingen                                       | Eilandraadsverkiezingen | Eilandraadsverkiezingen | Eilandraadsverkiezingen |
| 1951                    | Partij                                                        | Stemmen                 | %                       | Zetels                  |
| ----------------------- | ------------------------------------------------------------- | ----------------------- | ----------------------- | ----------------------- |
| 1951                    | Nationale Volkspartij                                         | 357                     | 27.44                   | 4                       |
| 1951                    | Democratische Partij (DP)                                     | 135                     | 72.56                   | 1                       |
| 1951                    | Totaal                                                        | 492                     | 95.91                   | 5                       |
| 1955                    | Democratische Partij (DP)                                     | 365                     | 66,97                   | 4                       |
| 1955                    | Nationale Volkspartij                                         | 180                     | 33,03                   | 1                       |
| 1955                    | Totaal                                                        | 545                     | 97,15                   |                         |
| 1959                    | Democratische Partij (DP)                                     | 392                     | 63,84                   | 4                       |
| 1959                    | Nationale Volkspartij                                         | 149                     | 24,27                   | 1                       |
| 1959                    | Windward Islands People's Party                               | 69                      | 11,24                   | 0                       |
| 1959                    | C. Hassell-Wilson                                             | 4                       | 0,65                    | 0                       |
| 1959                    | Totaal                                                        | 614                     | 100                     | 5                       |
| 1963                    | Democratische Partij (DP)                                     | 614                     | 71,73                   | 4                       |
| 1963                    | Nationale Volkspartij                                         | 143                     | 16,71                   | 1                       |
| 1963                    | Windward Islands People's Party                               | 99                      | 11,57                   | 0                       |
| 1963                    | Totaal                                                        | 856                     | 100                     | 5                       |
| 1967                    | Democratische Partij (DP)                                     | n.v.t.                  | n.v.t.                  | 5                       |
| 1967                    | Totaal                                                        | n.v.t.                  | n.v.t.                  | 5                       |
| 1971                    | Democratische Partij (DP)                                     | 1.234                   | 59,44                   | 4                       |
| 1971                    | Windward Islands People's Party                               | 552                     | 26,59                   | 1                       |
| 1971                    | People's Progressive Movement                                 | 290                     | 13,97                   | 0                       |
| 1971                    | Totaal                                                        | 2,076                   | 100                     | 5                       |
| 1975                    | Democratische Partij (DP)                                     | 2.081                   |                         | 5                       |
| 1975                    | United Federation of the Antilles                             | 378                     |                         | 0                       |
| 1975                    | Windward Islands People's Party                               | 362                     |                         | 0                       |
| 1975                    | Antillean Labor Movement                                      | 168                     |                         | 0                       |
| 1975                    | IPPP                                                          | 98                      |                         | 0                       |
| 1975                    | Totaal                                                        | 3.087                   |                         | 5                       |
| 1979                    | Democratische Partij (DP)                                     | 2.126                   | 50,50                   | 3                       |
| 1979                    | Sint Maarten Patriotic Movement                               | 1.443                   | 34,28                   | 2                       |
| 1979                    | Windward Islands People's Party                               | 366                     | 8,69                    | 0                       |
| 1979                    | United Progressive Democratic Group                           | 275                     | 6,53                    | 0                       |
| 1979                    | Totaal                                                        | 4.210                   | 100                     | 5                       |
| 1983                    | Democratische Partij (DP)                                     | 3.342                   | 66,85                   | 5                       |
| 1983                    | Sint Maarten Patriotic Movement                               | 1.443                   | 28,87                   | 2                       |
| 1983                    | Partido Pro Penshonado                                        | 191                     | 3,82                    | 0                       |
| 1983                    | New Electoral Movement of Antilles                            | 23                      | 0,46                    | 0                       |
| 1983                    | Totaal                                                        | 4.999                   | 100                     | 7                       |
| 1987                    | Democratische Partij (DP)                                     | 5.036                   | 74,19                   | 7                       |
| 1987                    | Sint Maarten Patriotic Alliance–Independent Citizens Movement | 1.752                   | 25,81                   | 2                       |
| 1987                    | Totaal                                                        | 6.788                   | 100                     | 9                       |

### Kabinet[26]

Topografische kaart van het eiland Sint Maarten

Binnen de rijksministerraad van het Koninkrijk der Nederlanden wordt Sint Maarten vertegenwoordigd door de gevolmachtigd minister van Sint Maarten.

### Staatkundige hervormingen
Al bij het eerste referendum op 14 oktober 1994, waar alle landen kozen voor behoud van de Nederlandse Antillen, was een grote minderheid (33%) op Sint Maarten voor een 'status aparte' als Land binnen het Koninkrijk.
Mede door de steeds grotere samenwerkingsproblemen binnen de Antillen, hield het eilandbestuur van Sint Maarten op 22 juni 2000 een tweede referendum, waarbij zijzelf de status aparte aanprees als oplossing voor die problemen. De bevolking koos met ruime meerderheid voor de status van autonoom land, waarop de politiek van Sint Maarten aandrong op staatkundige hervorming binnen het Koninkrijk der Nederlanden.
| Keuze                                                         | Stemmen | %     |
| ------------------------------------------------------------- | ------- | ----- |
| Autonoom land binnen het Koninkrijk der Nederlanden           | 6.212   | 70,0  |
| Onafhankelijkheid                                             | 1.282   | 14,4  |
| Deel uitmaken van een geherstructureerde Nederlandse Antillen | 1.050   | 11,8  |
| Behoud huidige status                                         | 332     | 3,7   |
| ongeldig/blanco                                               | 145     | 0,1   |
| Totaal                                                        | 9.021   | 100   |
| Geregistreerde kiezers/opkomst                                | 16.193  | 55,70 |
| Bronnen:                                                      |         |       |

De uitslag van dit referendum vormde zo de aanleiding voor discussies en referenda op de andere eilanden. In het najaar van 2006 werd uiteindelijk met Nederland overeengekomen dat Sint Maarten de status van land binnen het Koninkrijk zal krijgen.

### Militaire aanwezigheid
Na de autonomie van 10 - 10 - 2010 verzocht gouverneur Eugene Holiday de Nederlandse regering om de stationering van een militaire eenheid op het eiland. Die kwam er in 2014 in de vorm van een detachement mariniers, die de bijnaam "Green Angels" kregen. Ze zorgden niet alleen voor veiligheid, maar boden ook hulp na de orkaan Irma en tijdens de Covid-pandemie. Daarnaast is ook de Koninklijke Marechaussee aanwezig op Sint Maarten.

### Europese Unie
Sint Maarten heeft de status van Landen en Gebieden Overzee (LGO) binnen de Europese Unie (EU). Het eiland valt niet onder het grondgebied van de EU, maar de inwoners bezitten wel de rechten van het EU-burgerschap. Aangezien het land niet behoort tot het grondgebied van de EU, hoeft het niet te voldoen aan het Europees recht en is de euro niet het wettelijke betaalmiddel.

## Bekende inwoners van Sint Maarten
- Gracita Arrindell (1956), politica en auteur
- Sjabbe Bouman (1915-2008), atleet
- Eugene Holiday (1962), politicus en gouverneur
- Silveria Jacobs (1968), politica en premier
- Loekie Morales (1958), auteur
- Lasana M. Sekou (1959), schrijver en uitgever
- Wycliffe Smith (1948), politicus, schrijver en premier
- Nathalie Tackling, politica
- Sarah Wescot-Williams (1956), politica en premier